# Генрі (округ, Алабама)
31°30′46″ пн. ш. 85°14′04″ зх. д. / 31.512777777778° пн. ш. 85.234444444444° зх. д.
 Генрі (англ. Henry County) — округ (графство) у штаті Алабама. Ідентифікатор округу 01067.

## Історія
Округ утворений 1819 року.

## Демографія
За даними перепису
2000 року
загальне населення округу становило 16310 осіб, усе сільське.
Серед мешканців округу чоловіків було 7754, а жінок — 8556. В окрузі було 6525 домогосподарств, 4728 родин, які мешкали в 8037 будинках.
Середній розмір родини становив 2,95.
Віковий розподіл населення поданий у таблиці:
| Стать    | До 15 років | 15-21 | 22-29 | 30-39 | 40-49 | 50-65 | 65-85 | Понад 85 |
| -------- | ----------- | ----- | ----- | ----- | ----- | ----- | ----- | -------- |
| Чоловіки | 1620        | 816   | 724   | 1022  | 1145  | 1393  | 937   | 97       |
| Жінки    | 1570        | 764   | 752   | 1060  | 1246  | 1530  | 1356  | 278      |

## Суміжні округи
- Барбур — північ
- Клей, Джорджія — північний схід
- Ерлі, Джорджія — південний схід
- Г'юстон — південь
- Дейл — захід

## Виноски
1. ↑  Census of Population and Housing. Census.gov. Архів оригіналу за 19 липня 2018. Процитовано 4 червня 2016.
2. ↑  American FactFinder. Бюро перепису населення США. Архів оригіналу за 21 травня 2008. Процитовано 31 січня 2008.